# Internato Nossa Senhora Auxiliadora
O Internato Nossa Senhora Auxiliadora do Ipiranga é uma edificação localizada na Rua Dom Luiz Lasagna, nº 300, e na Avenida Nazaré, nº 810, no bairro Ipiranga, na zona sul da cidade de São Paulo. Inaugurado em 22 de novembro de 1896, a construção do internato foi uma iniciativa filantrópica do Conde José Vicente de Azevedo (1859 – 1944), instituidor, fundador e viabilizador de algumas das obras assistenciais e educacionais no bairro do Ipiranga. A estrutura do projeto arquitetônico do internato foi elaborada pelo escritório Ramos de Azevedo. Atualmente, o prédio histórico é sede da Fundação Nossa Senhora Auxiliadora do Ipiranga (FUNSAI), do Centro de Apoio à Juventude (CAJ) e do Museu Vicente de Azevedo.  

## Arquitetura
O edifício foi arquitetado em estilo neoclássico, projetado pelo arquiteto Ramos de Azevedo. Um portão de ferro ornamentado, datado do final do século XIX, introduz um jardim de rosas, com canteiros geométricos versalheses, que antecedem o prédio histórico.

## Contexto histórico
No final do século XIX, o bairro Ipiranga era considerado um antro fabril e, consequentemente, um cenário para agitações e reivindicações sociais, onde anarquistas editavam pequenos jornais, a maioria em italiano, convocando a classe operária para a revolução. Contudo, os bairros operários não contavam com a infraestrutura necessária e suficiente para amparar as crianças de trabalhadores.
Como o número de crianças desamparadas aumentou consideravelmente, a Igreja recorreu à elite católica para tentar amenizar a situação de pobreza e auxiliar aqueles que não tivessem recursos para amparar as crianças. Nesse contexto, o Conde José Vicente de Azevedo com o respaldo da Igreja Católica deu início a obras filantrópica na cidade de São Paulo.
O Internato Nossa Senhora Auxiliadora foi inaugurado em 1926 pelas freiras do Instituto das Filhas de Maria Auxiliadora. Até o ano de 1986, a escola foi um internato apenas para meninas, a partir deste ano, foi aberto o ensino misto.

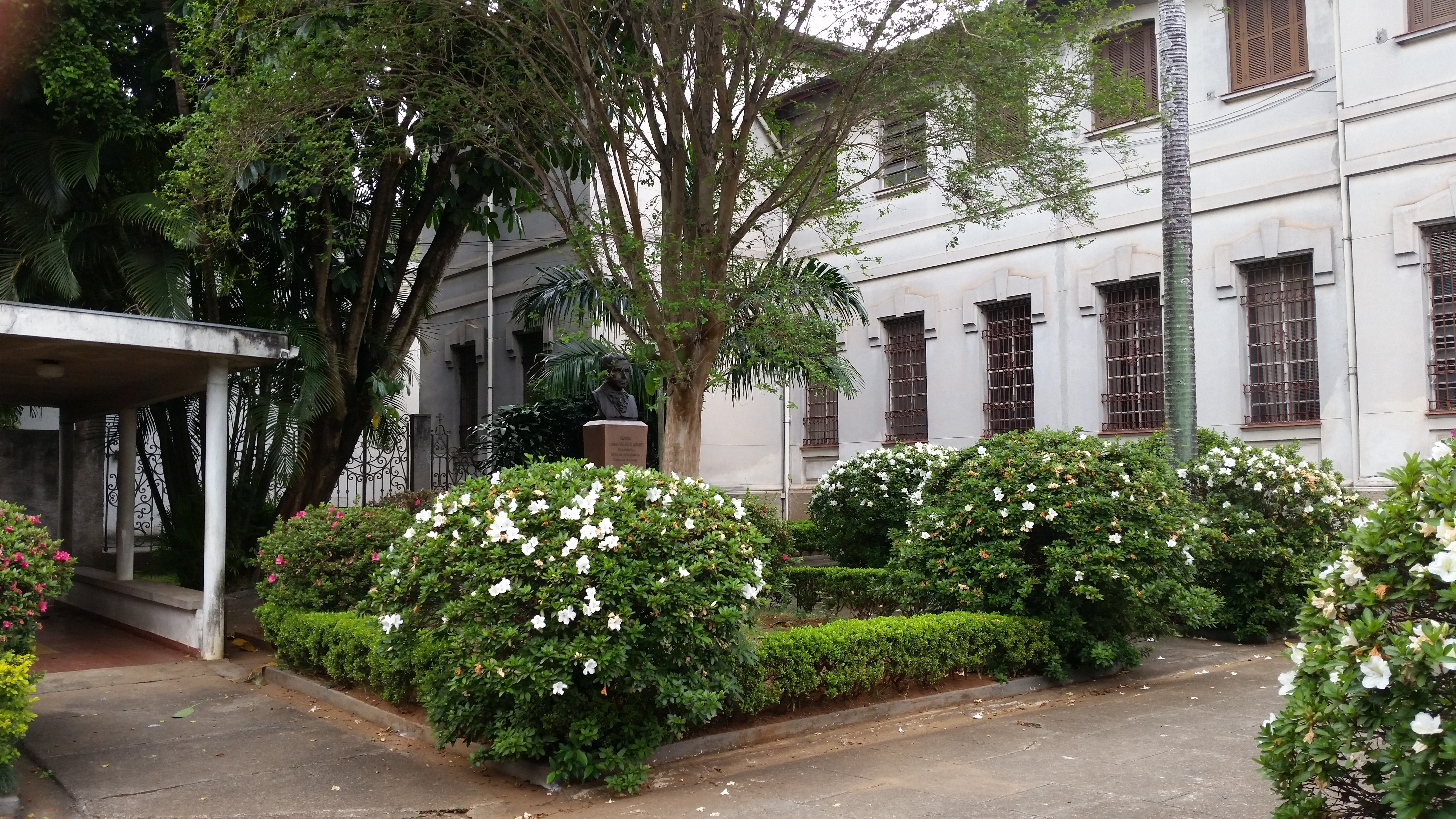
Detalhe do lado esquerdo do jardim do Internato Nossa Senhora Auxiliadora, do ponto de vista do portão de ferro

## A intervenção do Conde José Vicente de Azevedo
O Internato Nossa Senhora Auxiliadora do Ipiranga foi primeira obra iniciada pelo Conde José Vicente de Azevedo. O projeto do edifício foi elaborado pelo Dr. Francisco de Paula Ramos de Azevedo. Em 1890, teve início a construção do “Asylo de Meninas Órphãs”, que depois seria transformado no Internato Nossa Senhora Auxiliadora, e posteriormente, em 1939, na Fundação Nossa Senhora Auxiliadora do Ipiranga (FUNSAI).
Inspirado no Seminário das Educandas de Nossa Senhora da Glória, fundado em 1825, único estabelecimento gratuito existente na Paulicéia de caráter oficial, o Internato Nossa Senhora Auxiliadora do Ipiranga foi indiretamente responsável pelo surgimento de outras instituições de ensino: o Educandário Sagrada Família, o Grupo Escolar São José e o Noviciado Nossa Senhora das Graças.

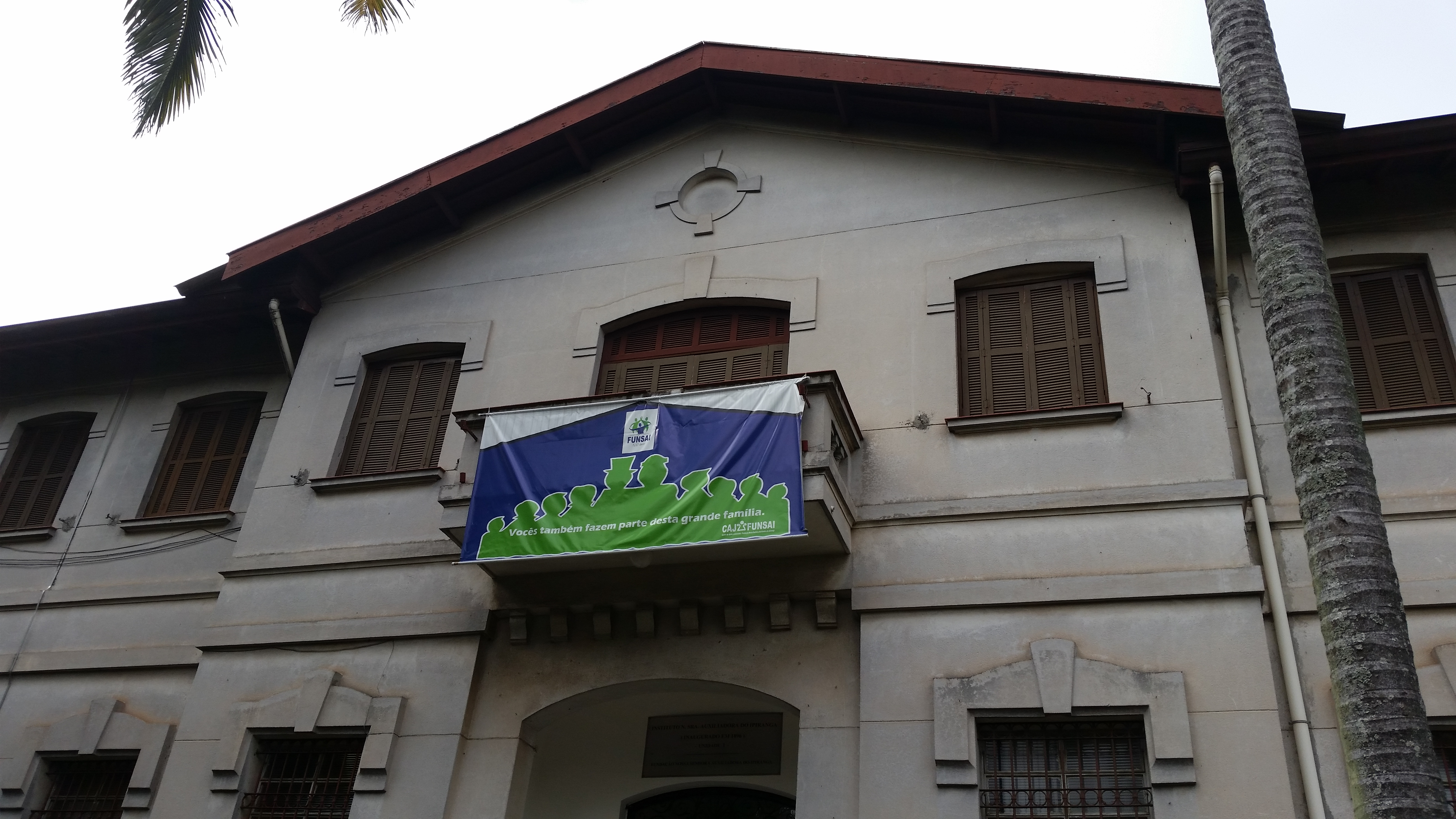
Detalhe da parte superior da fachada do edifício

A finalidade do projeto era ministrar instrução primária, educação, prendas domésticas e profissionais sem nenhuma cobrança financeira para as órfãs da região, principalmente as filhas de famílias brasileiras que já haviam sido abastadas.
A administração interna do asilo contava com a assistência das irmãs salesianas. A manutenção das dependências do internato era responsabilidade da Irmandade do Santíssimo Sacramento da Sé, da qual o Conde José Vicente de Azevedo era irmão provedor. Em 1911, a Irmandade do Santíssimo Sacramento deixou de assistir o internato e a administração coube ao próprio Conde José Vicente de Azevedo, que desde 1892 recebia doações do Sr. Joaquim Floriano Wanderley para o asilo.

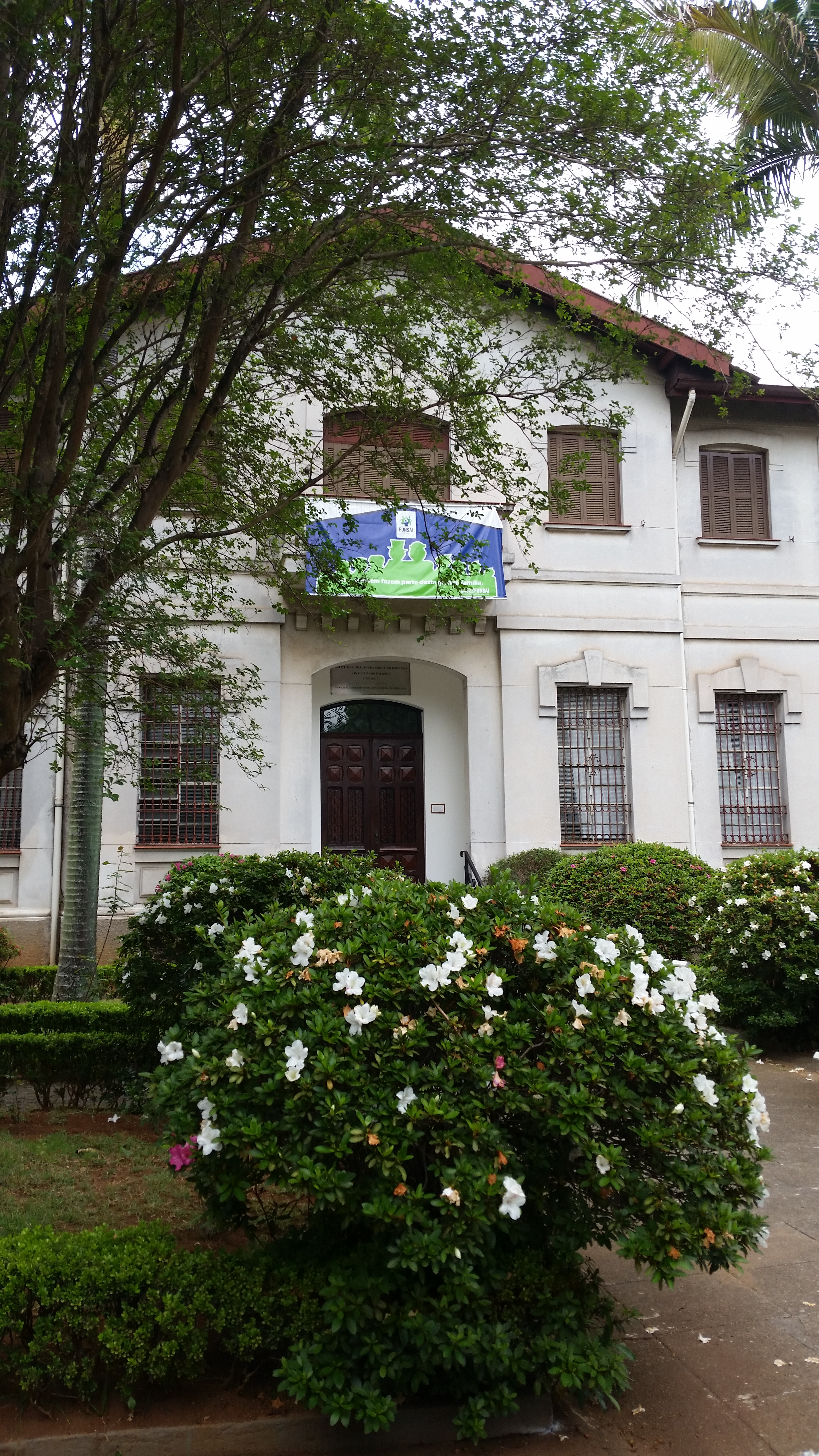
Detalhe da parte central da fachada do Internato Nossa Senhora Auxiliadora

Em 1924, as irmãs salesianas deixaram a direção do asilo e Dona Leonor de Campos Salles, filha do presidente Campos Salles, começou a dirigir o estabelecimento. Em 1° de outubro de 1924, o Conde José Vicente de Azevedo deu início ao Grupo Escolar São José, numa dependência do “Asylo de Meninas Órphãs”, hoje o internato, vendo que o bairro Ipiranga crescia cada vez mais. O conde contou com o apoio da educadora Carolina Ribeiro.
Em 1933, as irmãs salesianas voltaram a administrar o internato e permaneceram até 1952, quando a direção passou a ser de Dona Maria José Meira de Vasconcelos. No ano seguinte, 1953, a direção passou às mãos das irmãs da Congregação das Filhas de Nossa Senhora do Sagrado Coração, que lá permanecem até a presente data. A entidade é dirigida por descendentes do Conde José Vicente de Azevedo, responsáveis por outras obras filantrópicas no bairro.

## Estado atual
O Centro de Apoio à Juventude (CAJ) é um serviço sócio-assistencial de proteção social básica voltado para crianças e adolescentes entre os seis anos de idade, aos catorze anos e onze meses. O espaço visa garantir "espaço de convivência, formação para a cidadania, desenvolvimento do protagonismo e da autonomia de crianças e adolescentes, bem como contribuir para a permanência na escola e a participação em projetos que ampliem o seu universo informacional, cultural, artístico e o desenvolvimento de potencialidades, habilidades e talentos".

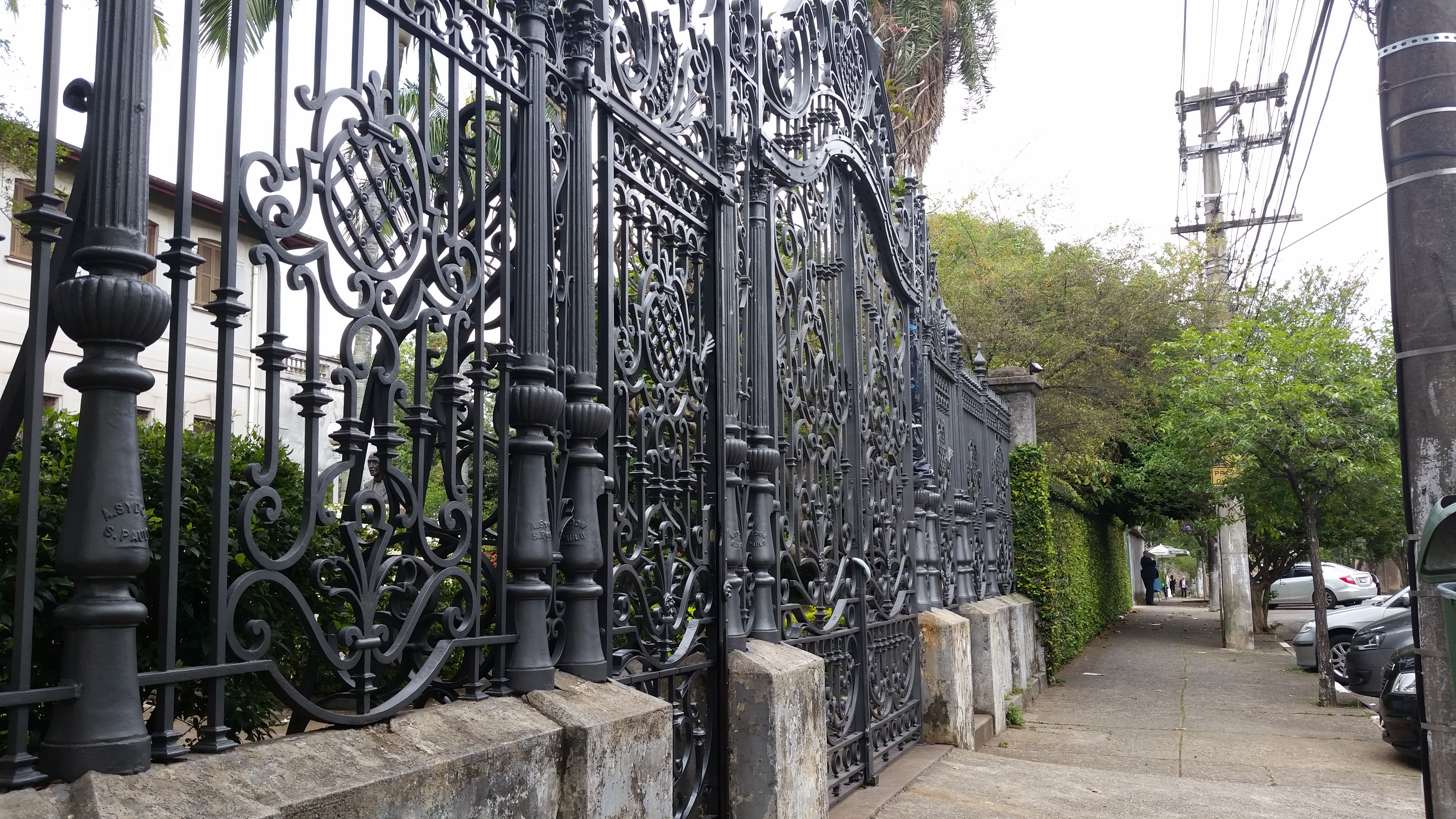
Portão de ferro ornamentado do Internato Nossa Senhora Auxiliadora

## Tombamento do patrimônio histórico
No ano de 2007, no dia 08 de maio, o Conselho Municipal de Preservação do Patrimônio Histórico, Cultural e Ambiental (Conpresp) e, entre as construções, o Internato Nossa Senhora Auxiliadora. Os bens tombados são parte da herança do Conde José Vicente de Azevedo, que detinha em bens 45 alqueires das imediações do Ipiranga. O plano de tombamento estava em análise desde 1993.

## Fundação Nossa Senhora Auxiliadora do Ipiranga (FUNSAI)
A Fundação surge em 1896, fica situada na Rua Arcipreste Andrade, nº 503 - Ipiranga, São Paulo e foi fundada pelo Conde José Vicente de Azevedo, com o intuito de amparar crianças órfãs. Sendo uma organização que visa a assistência social, atualmente acaba exercendo no fornecimento de auxílio a comunidade. Ela é composta por 6 unidades exclusivas e 5 projetos, incluindo: Centro Educacional Infantil, Berçário Anjo da Guarda, Casa Maria Thereza, Centro de Convivência Vivavida e Quixote - Espaço Comunitário. Cada projeto tem seu público específico, dirigido a partir de sua idade ou necessidade buscada.

## Galeria de Fotos

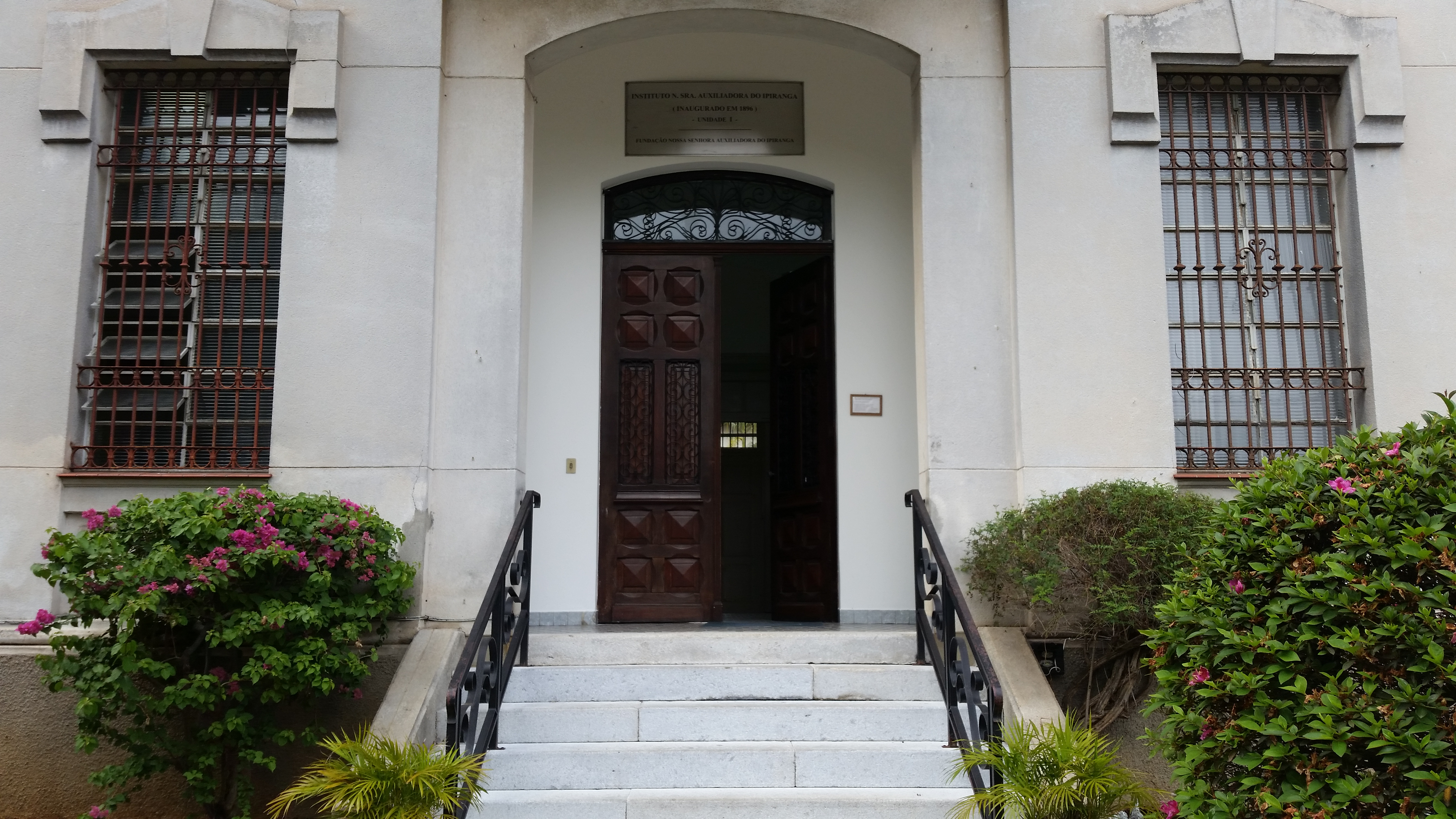
Escadaria e porta frontal do Internato Nossa Senhora Auxiliadora
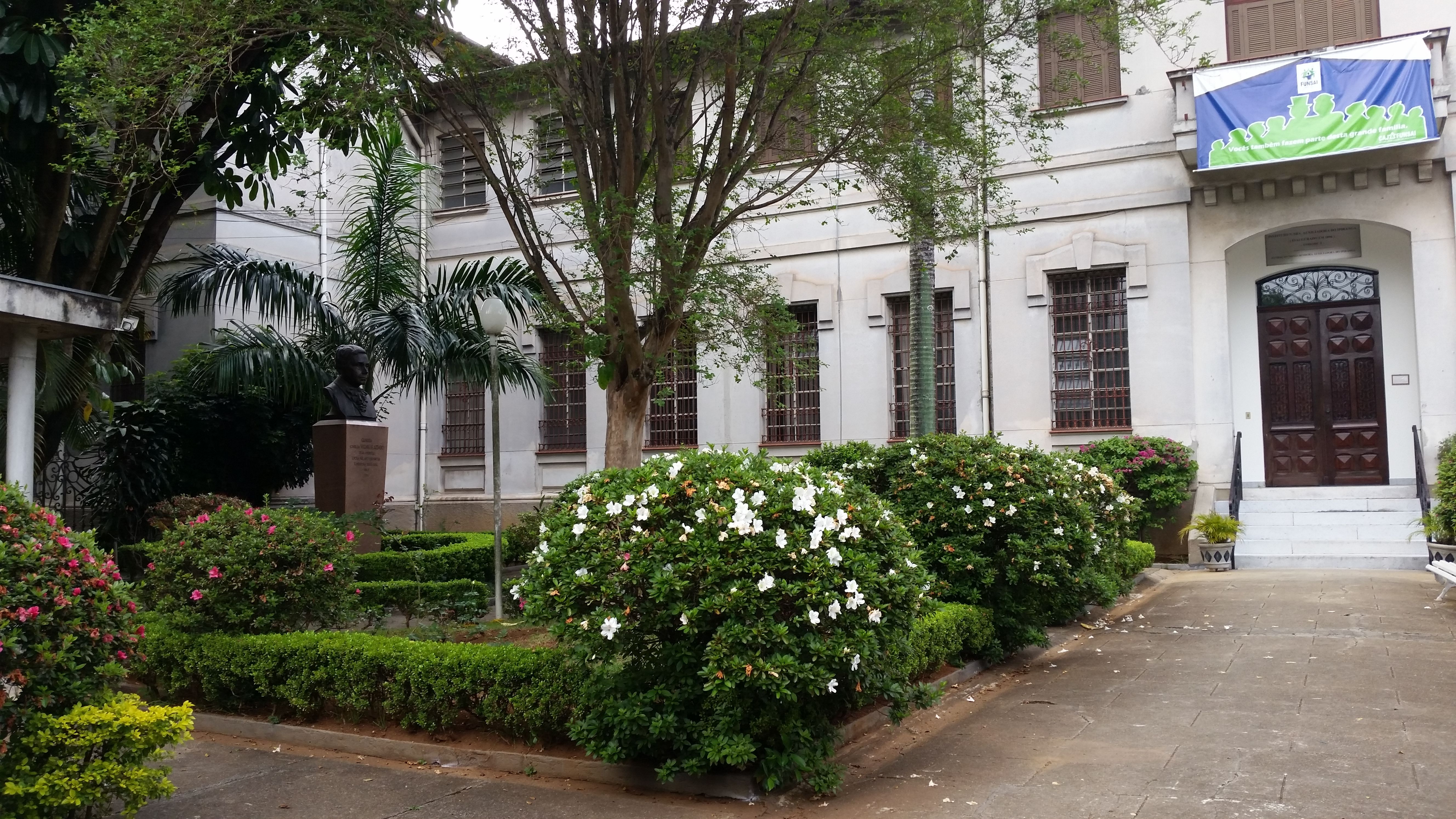
Jardim que precede a entrada do Internato Nossa Senhora Auxiliadora
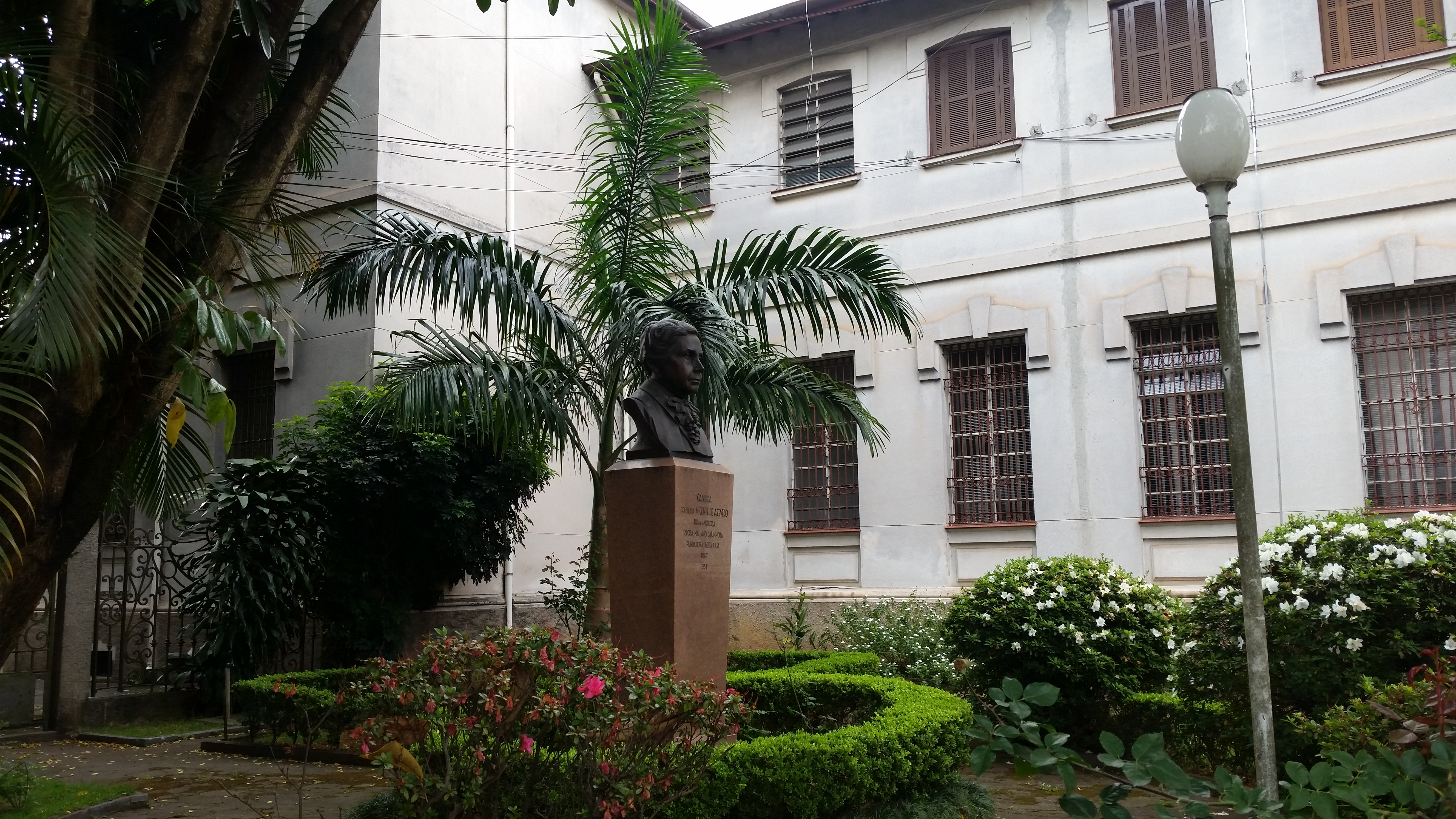
Busto de Cândida, Condessa Vicente de Azevedo, no jardim frontal do edifício
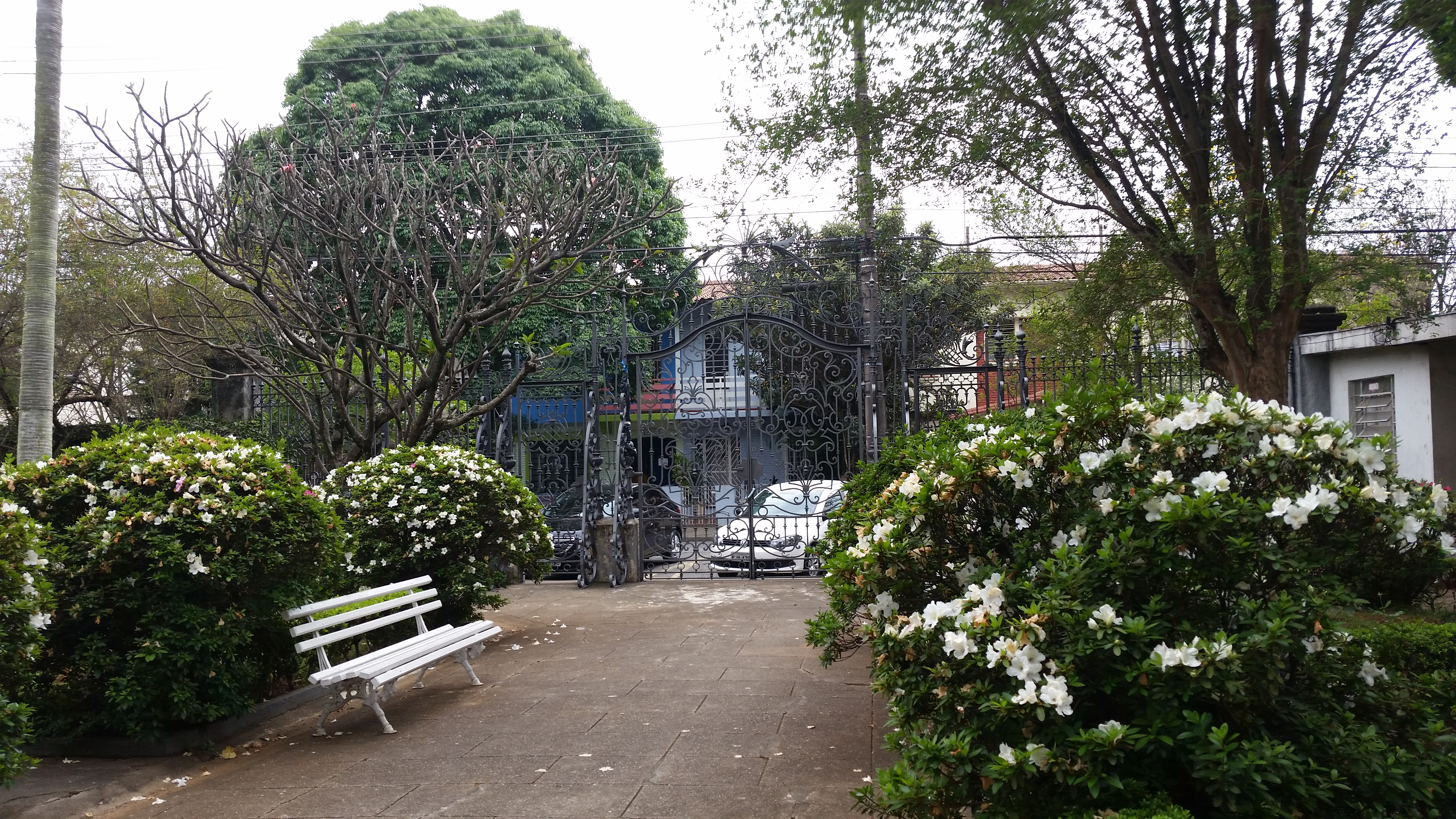
Visão do portão ornamentado do Internato (do ponto de vista da porta de entrada do edifício)